# Ralph DePalma
Ralph DePalma (tudi Ralph de Palma ali Ralph De Palma), italijansko-ameriški dirkač, * 23. januar 1884, Troia, Apulia, Italija † 31. marec 1956, Južna Pasadena, Kalifornija, ZDA.
Ralph DePalma se je rodil 23. januarja 1884 v italijanskem mestu Troia, Apulia. Ko je bil DePalma star osem let, je njegova družina emigrirala v ZDA, toda ameriško državljansko je dobil šele leta 1920. Na dirkah za Veliko nagrado je prvič sodeloval v sezoni 1908, ko je na dirki za Veliko nagrado ZDA v tovarniškem moštvu Fiat SpA zasedel deveto mesto. V svoji najuspešnejši sezoni 1911 je osvojil drugo mesto na dirki Vanderbilt Cup in tretje mesto na dirki za Veliko nagrado ZDA, zdaj v tovarniškem moštvu Daimler AG in z dirkalnikom Mercedes GP. V letih 1912 in 1914 je dosegel še peto oziroma četrto mesto na dirki za Veliko nagrado ZDA. 12. februarja 1919 je postavil kopenski hitrostni rekord na ameriškem dirkališču Daytona s 241,200 km/h, ki je veljal dobra tri leta. Po koncu prve svetovne vojne je nastopil še na dveh dirkah v sezoni 1921, na katerih je dosegel tudi drugo mesto na dirki Grandes Épreuves za Veliko nagrado Francije v moštvu Etablissements Ballot in z dirkalnikom Ballot 3L. Med letoma 1911 in 1925 je desetkrat nastopil na ameriški dirki Indianapolis 500, na kateri je dvakrat štartal z najboljšega štartnega položaja, zmagal pa leta 1915. V svoji karieri je natopil na 2.889-ih dirkah, od katerih je zmagal kar na 2.557-ih. Umrl je leta 1956 v Južni Pasadeni, Kalifornija. Tudi njegov brat John in nečak Pete DePaolo sta bila dirkača, DePaolo je tudi zmagal na dirki Indianapolis 500 in sicer leta 1925.